# Ostéocyte
L'ostéocyte est la cellule du tissu osseux, elle est issue de l'ostéoblaste. 

Structure osseuse des cellules Ostéocytes.

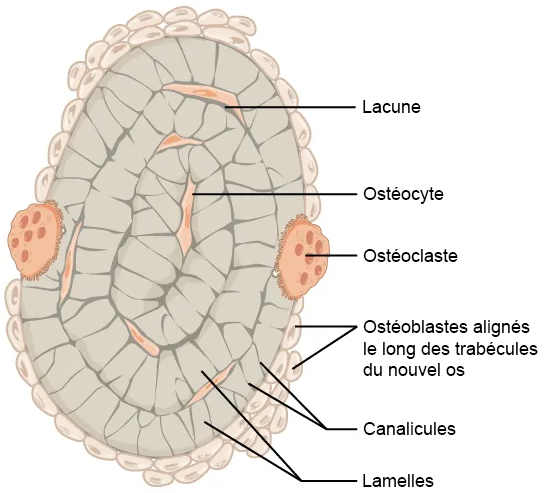
Schéma du tissu osseux

Il se situe dans le tissu osseux à la différence de l'ostéoblaste, situé dans la matrice minéralisée. Il est logé dans des cavités creusées dans la matrice : l'ostéoplaste. C'est une cellule fusiforme, aplatie, au noyau condensé et central. Elle contient peu de cytoplasme, mais il est légèrement acidophile. Son contour suit celui de l'ostéoplaste. Elle possède des prolongements qui lui permettent de communiquer avec d'autres ostéocytes grâce à des jonctions communicantes. Elle est moins active que l'ostéoblaste mais participe au maintien de la matrice extracellulaire (ici la matrice osseuse) en élaborant ses constituants (capable d'ostéosynthèse), ou en la détruisant : c'est la résorption périosteocytaire, un des effets de la parathormone, hormone hypercalcémiante.
L'ostéocyte n'est pas directement vascularisé, mais se nourrit grâce à la circulation du liquide osseux, à travers les canalicules et jusque dans les logettes (ostéoplastes). Il possède un réticulum endoplasmique rugueux réduit par rapport à ceux des ostéoblastes (capacité de synthèse plus réduite), ainsi que des mécanorécepteurs qui permettent de renseigner sur la pression osseuse, et ainsi de gérer son rôle ostéoblastique. C'est une cellule qui ne se divise pas et meurt sur place.
Chez les vertébrés, les ostéocytes sont dérivées des cellules mésenchymateuses qui ont migré depuis la crête neurale.
En microscopie optique, l'ostéocyte se présente comme une cellule allongée de 15  à   30 μm de long, pour 10  à   15 μm de large.